# نصف‌النهار ۱۲۸ درجه غربی
نصف‌النهار ۱۲۸ درجه غربی ۱۲۸مین نصف‌النهار غربی از گرینویچ است که از لحاظ زمانی 8ساعت و 32دقیقه با گرینویچ اختلاف زمانی دارد.
این نصف‌النهار از قطب شمال شروع و از مناطق زیر گذشته و به قطب جنوب ختم می‌شود.
- کانادا
- اقیانوس آرام